# Диетиленгликол
Диетиленгликолът е органично съединение, етер на етиленгликола.
Представлява безцветна вискозна течност, разтворима във вода, етанол, хлороформ и ацетон, неразтворима в етилов етер и бензол.

## Приложение
Има висока хигроскопичност и се използва за изсушаване на газове. За разлика от сярната киселина, която се използва със същата цел, не води до корозия.
Намира приложение като разтворител за някои багрила, нитроцелулоза, колофон и други.
При взаимодействие с азотна и сярна киселина се получава дигликолдинитрат – естерът на диетиленгликола с азотна киселина.

## Получаване
{\displaystyle {\ce {(CH2CH2)O\xrightarrow {H2O} HOCH2CH2OH\xrightarrow {C2H4O} HOCH2CH2OCH2CH2OH}}}